# Coregonus
Coregonus este un gen de pești cu numeroase specii din apele reci ale Europei nordice, Siberiei, Americii de Nord și în Alpi, din familia salmonide (Salmonidae). Unele specii sunt migratoare anadrome, altele dulcicole (mai ales lacustre).
Au corp fusiform în secțiune oval, comprimat lateral. Solzii cicloizi relativ mari, cel mult 111 în linia laterală. Au o înotătoare adipoasă. Flancurile corpului sunt unicolore, argintii, fără pete negre.
Dinți rudimentari sau absenți. Fălcile fără dinți sau cu dinți mărunți pe oasele intermaxilare și pe limbă. Gura este mică, terminală sau inferioară. Falca inferioară inserată la nivelul marginii posterioare a ochilor sau puțin înainte. Schelet cranian cu oasele parietalele care se ating pe linia mediană a capului. Oasele postorbitarie în contact cu preopercularul. Mezetmoidul prezent. Bazisfenoidul prezent sau absent. Osul suplimentar în falca inferioară absent.
Intestinul prevăzut cu numeroase apendice pilorice (în jur de 100). Branhiospinii în general mulți, ascuțiți și lungi.

## Specii din România și Republica Moldova
În România și Republica Moldova au fost introduse 3 specii de  coregon:
- Coregonus maraenoides (Linnaeus, 1758) (Coregonus lavaretus maraenoides Poljakow 1874) = Coregonul,  Coregon de Ciudsk, Coregonul mare - În România a fost introdus în 1957 în heleșteiele de la Nucet, Tarcău, în Lacul Roșu și câteva iazuri din nordul Moldovei. În Republica Moldova a fost introdus în 1952.
- Coregonus albula (Linnaeus, 1758) (Coregonus albula ladogensis Berg, 1948, Coregonus albula ladogae Pravdin, Golubev & Belyaeva, 1938) = Coregonul mic, Coregonul alb, Coregon de Ladoga - În România a fost introdus în 1956 în heleșteiele de la Nucet, Tarcău, în Lacul Roșu și câteva iazuri din nordul Moldovei. În Republica Moldova a fost introdus în 1951.
- Coregonus peled (Gmelin, 1789) = Coregon de lac  - Introdus în 1980 în România de către D. Matei în cadrul Stațiunii de Cercetare și Producție Piscicolă Podu Iloaiei. În Republica Moldova a fost introdus în 1952.

## Sistematica
Genul cuprinde aproximativ șaptezeci de specii, 56 în apele europene. Speciile formează un număr mare de rase geografice. Sistematica genului e destul de dificilă; speciile și îndeosebi subspeciile și rasele geografice se pot deosebi doar în urma unor studii aprofundate; în sistematică joacă un mare rol numărul spinilor branhiali și diversele caractere plastice.
- Coregonus albellus Fatio, 1890
- Coregonus albula (Linnaeus, 1758)
- †Coregonus alpenae (Koelz, 1924)
- Coregonus alpinus Fatio, 1885
- Coregonus anaulorum Chereshnev, 1996
- Coregonus arenicolus Kottelat, 1997
- Coregonus artedi Lesueur, 1818
- Coregonus atterensis Kottelat, 1997
- Coregonus austriacus C. C. Vogt, 1909
- Coregonus autumnalis (Pallas, 1776)
- Coregonus baerii Kessler, 1864
- Coregonus baicalensis Dybowski, 1874
- Coregonus baunti Mukhomediyarov, 1948
- Coregonus bavaricus Hofer, 1909
- Coregonus bezola Fatio, 1888
- Coregonus candidus Goll, 1883
- Coregonus chadary Dybowski, 1869
- Coregonus clupeaformis (Mitchill, 1818)
- Coregonus clupeoides Lacépède, 1803
- Coregonus confusus Fatio, 1885
- Coregonus danneri C. C. Vogt, 1908
- Coregonus duplex Fatio, 1890
- Coregonus fatioi Kottelat, 1997
- †Coregonus fera Jurine, 1825
- Coregonus fontanae M. Schulz & Freyhof, 2003
- †Coregonus gutturosus (C. C. Gmelin (de), 1818)
- Coregonus heglingus Schinz, 1822
- †Coregonus hiemalis Jurine, 1825
- Coregonus hoferi L. S. Berg, 1932
- Coregonus holsata Thienemann, 1916
- Coregonus hoyi (Milner, 1874)
- Coregonus huntsmani W. B. Scott, 1987
- †Coregonus johannae (G. Wagner, 1910)
- Coregonus kiletz Michailovsky, 1903
- Coregonus kiyi (Koelz, 1921)
- Coregonus ladogae Pravdin, Golubev & Belyaeva, 1938
- Coregonus laurettae T. H. Bean, 1881
- Coregonus lavaretus (Linnaeus, 1758)
- Coregonus lucinensis Thienemann, 1933
- Coregonus lutokka Kottelat, Bogutskaya & Freyhof, 2005
- Coregonus macrophthalmus Nüsslin, 1882
- Coregonus maraena (Bloch, 1779)
- Coregonus maraenoides L. S. Berg, 1916
- Coregonus maxillaris Günther, 1866
- Coregonus megalops Widegren, 1863
- Coregonus migratorius (Georgi, 1775)
- Coregonus muksun (Pallas, 1814)
- Coregonus nasus (Pallas, 1776)
- Coregonus nelsonii T. H. Bean, 1884
- Coregonus nigripinnis (Milner, 1874)
- Coregonus nilssoni Valenciennes, 1848
- Coregonus nipigon (Koelz, 1925)
- Coregonus nobilis Haack, 1882
- †Coregonus oxyrinchus (Linnaeus, 1758)
- Coregonus palaea G. Cuvier, 1829
- Coregonus pallasii Valenciennes, 1848
- Coregonus peled (J. F. Gmelin, 1789)
- Coregonus pennantii Valenciennes, 1848
- Coregonus pidschian (J. F. Gmelin, 1789)
- Coregonus pollan W. Thompson, 1835
- Coregonus pravdinellus Dulkeit, 1949
- Coregonus reighardi (Koelz, 1924)
- Coregonus renke (Schrank, 1783)
- Coregonus restrictus Fatio, 1885
- Coregonus sardinella Valenciennes, 1848
- Coregonus stigmaticus Regan, 1908
- Coregonus subautumnalis Kaganowsky, 1932
- Coregonus suidteri Fatio, 1885
- Coregonus trybomi Svärdson (sv), 1979
- Coregonus tugun (Pallas, 1814)
- Coregonus ussuriensis L. S. Berg, 1906
- Coregonus vandesius J. Richardson, 1836
- Coregonus vessicus Dryagin, 1932
- Coregonus wartmanni (Bloch, 1784)
- Coregonus widegreni Malmgren, 1863
- Coregonus zenithicus (D. S. Jordan & Evermann, 1909)
- Coregonus zuerichensis Nüsslin, 1882
- Coregonus zugensis Nüsslin, 1882